# Confédération des travailleurs du Mexique
Pour les articles homonymes, voir CTM.

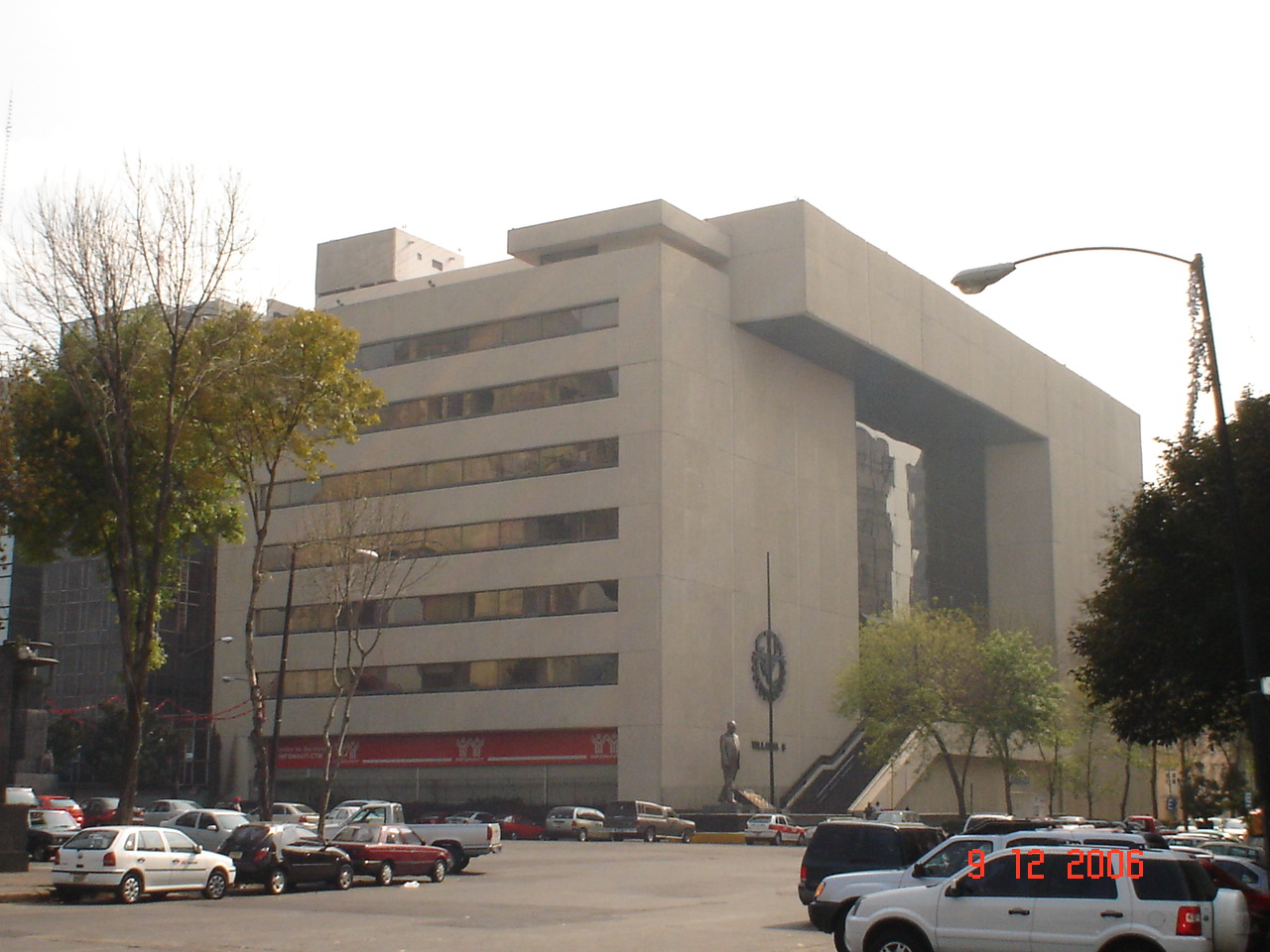

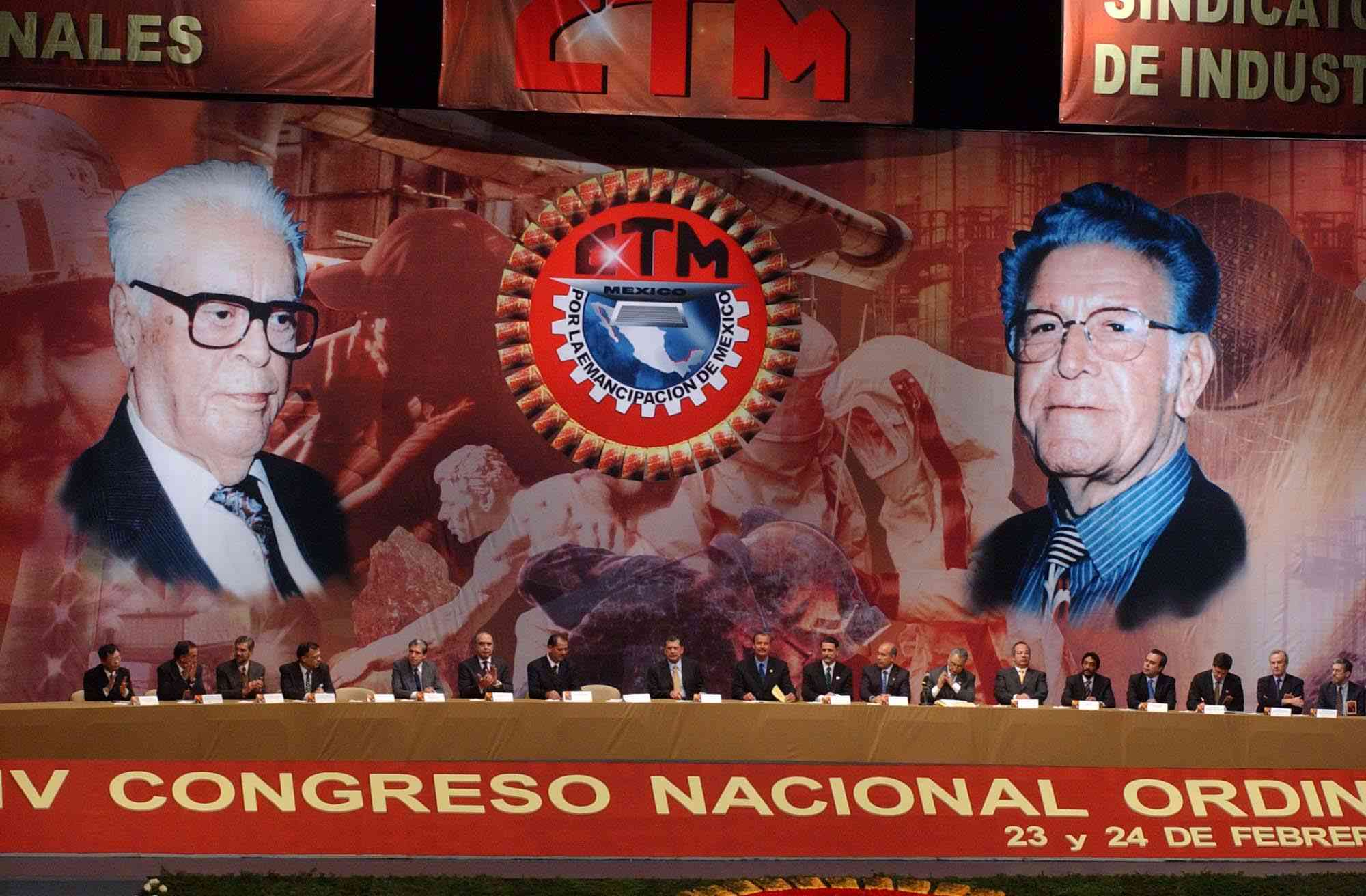

La Confederación de Trabajadores de México (CTM - Confédération des travailleurs du Mexique) est une confédération syndicale mexicaine fondée en 1936, pendant le mandat du général Lázaro Cárdenas. Elle est affilliée à la Confédération syndicale internationale et à la Confédération syndicale des travailleurs et travailleuses des Amériques.

## Historique
La CTM descend de la Confederación Regional Obrera Mexicana (CROM), dans laquelle les fondateurs de la CTM furent actifs pendant cinq ans, entre 1924 et 1929.
Ils décident de se retirer de la CROM en 1929, et fondent la Federación Sindical de Trabajadores del Distrito Federal (FSTDF). A cette occasion les dirigeants de la nouvelle FSTDF publient un manifeste sur leurs départs de la CROM. On compte comme signataires Fidel Velázquez et Jesús Yurén (secrétaires généraux de la FSTDF), Fernando Amilpa (ancien secrétaire général de la CTM) et le théoricien Vicente Lombardo Toledano.
Les idées de Lombardo Toledano se rapprochent du marxisme, et lors de la fondation de la FSTDF l'internationale communiste se consolide. La fondation de la FSTDF créer alors du remous à cause de la filiation politique de la nouvelle centrale. En parallèle est créée le Comité Nacional de Defensa Proletaria, de tendance trotskyste, qui fusionnera plus tard avec la FSTDF pour créer la Confederación de Trabajadores de México.

## Structure
La Confederación de Trabajadores de México se compose de fédérations régionales dans chaque état du Mexique. La CTM est dirigée par un Conseil National.